# Metalepsis cornuta
Metalepsis cornuta là một loài bướm đêm trong họ Noctuidae.